# Maneken
Maneken ali model je oseba, ki dela v modni industriji. Predstavlja oblačila, modne dodatke in kozmetiko na modnih revijah, v katalogih in oglasih. Preizkuša nove modele in kroje. Biti mora primerne višine, teže, videza in starosti in se znati pravilno gibati.  
Fotomodel je maneken, ki se pojavlja predvsem na fotografijah.  

### Vidni slovenski manekeni in fotomodeli

#### Ženske
- Nataša Abram
- Metka Albreht
- Nina Đurđević
- Tina Gaber
- Nina Gazibara
- Vesna Janković
- Martina Kajfež
- Valerija Kelava
- Tjaša Kokalj
- Manca Košir
- Jana Koteska
- Nuša Lesar
- Karolina Lombergar
- Mihaela (Miša) Margan Kocbek
- Bernarda Marovt
- Nives Orešnik
- Manca (Matičič) Zver
- Iris Mulej
- Iryna Osypenko
- Loredana Školaris Scolari
- Tina Petelin
- Sara Savnik
- Marika Savšek (por. Jevnišek)
- Anka Senčar
- Karin Škufca
- Tadeja Ternar
- Alida Tomanič
- Tina Zajc Benda

#### Moški
- Adolf Julij Scolari Polanc
- Alen Kobilica
- Rok Lasan
- Ervin Markošek
- Dejan Pevčevič
- Marjan Podlesnik
- Peter Štih
- Taiji Tokuhisa
- David Urankar
- Tomi Zoroja